# محمد كريم الساعدي
محمد كريم الساعدي هو كاتب وأكاديمي من العراق. صدرت له عددٌ من الكتب والروايات والمؤلَّفات لعلَّ أبرزها «الإشكالية الثقافية لخطاب ما بعد الكولونيالية» و«الرد بالجسد» وكذا كتاب «التكوين الأنطولوجي: جماليات الوجود والماهيّة في المسرح»، فضلًا عن مساهمتهِ بعشرات من المقالات في عددٍ من الجرائد والمواقع على الإنترنت بما في ذلك موقع الفرجة المسرحية، صحيفة المثقف الالكترونية، موقع الحوار المتمدن، وغيرها من المواقع.

## المسيرة المهنيّة
نشر محمد كريم الساعدي في وقتٍ ما كتابًا بعنوان «التاريخ والهويّة الجميلة»، وهو الكتاب الذي يتكوّن من ستة فصول بواقع 150 صفحة، ويتناول تدخل الهوية بصورة عامة معَ الدراسات الثقافية بوصفها من تُحدد طبيعة النظرة إلى الأطر الاشتغالية بما في ذلك مجالات الآداب والفنون والثقافة ومدياتها الجمالية وفق تمظهرها المعرفي، لذا فإن فعل التمركز – بحسب الكاتب العراقي – حول الذات العارفة بالمنتج الفني والثقافي قائمٌ بفعل البحث عن هوية ذات ملامح تاريخية قادرة على تبيان هذا التمرکز.
صدر للكاتب أيضًا كتابُ «الرد بالجسد»، وهو كتابٌ ساهم في شهرة الساعدي على المستوى العربي. تحدث محمد كريم في هذا الكتاب عن الجسد الذي اعتبرهُ ساحة ثقافية واجتماعية وسياسية وأخلاقية ودينية وعرقية وغيرها، له مدلولات مختلفة وإشارات متنوعة في رسم مساحات الرد على ما هو معلن تارة وما هو مكبوت تارةً أخرى، هذا النوع من الرد يأتي عما هو حاضر في أبعاده المختلفة ومنها البعد الثقافي الكولونيالي ذات الدوائر المتعددة في السيطرة والقمع والاستباحة ضد الآخر، كما تناول خطاب من نوع آخر – بحسبه – هو خطاب الجسد كردة فعل تجاه الإخضاع الممنهج للأجساد المهمشة، التي أراد لها المركز الاستعماري أن تقع في خارج دائرة الحضارة والثقافة العالمية.
أحد أبرز أعمال الساعدي كان كتاب «التكوين الأنطولوجي» الذي صدر عن ثلاث دور عراقية وعربية، وتناول فيه في أربعة فصول القراءات الأنطولوجية في المسرح الذي يعد من بين أنواع الفنون المهمة التي تجعل من التكوين الأنطولوجي غاية جمالية في تشكيلاتها الإبداعيّة، كما ركّز على ما سمّاها الحظة الأنطولوجية المتميزة والتي تبذل المحاولات الحقيقية نحو أهميات الأعمال.
صدر للساعدي أيضًا كتابُ «الإشكالية الثقافية لخطاب ما بعد الكولونياليّة» وفيه تحدث عن كيف عمل العقل على تأسيس حملات استكشافية علمية وثقافية وتبشيرية أراد خلالها دراسة مواطن الضعف عند الشعوب الأخرى وبخاصة الشرقية. تعمَّق الساعدي في دراسة الحملات الكولونيالية التي رأى أنّ الغرض منها كان السيطرة والتمدد على حساب الأخر الذي يُشكّل خطرًا على المنظومة الثقافية صاحبة الاعتقاد بتفوقها المعرفي والفكري والحضاري على العالم. يرى الساعدي أنّ هذه النظرة الغربية بالتفوق لم تأتي بالصدفة بل استندت إلى آراء فلاسفة ومفكري الغرب الذين صنفوا الشعوب والحضارات إلى أعراق وأجناس وألوان والی
والی مرکز وهامش ومتحضر وبدائي وهكذا.

## قائمة أعماله
هذه قائمةٌ بأبرز أعمال الكاتب العراقي محمد كريم الساعدي:
- المسرح والتلقي البصري عن منشورات الضفاف في لبنان (الطبعة الأولى) ومكتبة الآداب والفنون في البصرة (الطبعة الأولى أيضًا) وعن مطبعة الفراهيدي في العاصمة العراقيّة بغداد (الطبعة الثانيّة)[15]
- الإشكالية الثقافية لخطاب ما بعد الكولونيالية عن دار أفكار للنشر والتوزيع، ومكتبة الآداب والفنون في البصرة[16]
- الرد بالجسد وخطابات أخرى عن دار نينوى في سوريا[17]